# Özçelik
Özçelik ist ein türkischer männlicher Vorname und Familienname.

## Namensträger

### Familienname
- Ercan Özçelik (* 1966), deutscher Schauspieler
- Gamze Özçelik (* 1982), türkische Schauspielerin
- Özlem Özçelik (* 1972), türkischer Volleyballspieler
- Serap Özçelik (* 1988), türkische Karataka
- Sercan Özçelik (* 1982), türkischer Fußballspieler